# Стеблево (Можайский район)
Стеблево — деревня в Можайском районе Московской области в составе Порецкого сельского поселения. Численность постоянного населения по Всероссийской переписи 2010 года — 14 человек. До 2006 года Стеблево входило в состав Порецкого сельского округа.
Деревня расположена на северо-западе района, примерно в 34 км от Можайска, по правому берегу Москва-реки, в низовье впадающего в неё безымянного ручья, высота центра над уровнем моря 214 м. Ближайшие населённые пункты — Рассолово на севере, Мотягино на северо-востоке и Голышкино на юге.